# Paracentrotus lividus
Paracentrotus lividus (лат.) — вид морских ежей семейства Parechinidae. Обитает в восточной части Атлантического океана и в Средиземном море. Типовой вид рода.

## Внешний вид
Paracentrotus lividus — распространённый морской ёж среднего размера, достигающий до 8 см в диаметре. Чаще всего он тёмного цвета (обычно фиолетового, коричневого или оливково-зелёного), но никогда не чёрного, что позволяет отличить его от его родственника, «чёрного морского ежа» (Arbacia lixula). У большинства особей основание игл («радиол») имеет хорошо заметный более светлый круг (иногда белый), который также является отличительной чертой. Иглы имеют длину около 3 см и, как правило, равномерны по длине (на оральной стороне немного короче и менее заострённые), но при внимательном рассмотрении можно заметить наличие очень коротких игл на раковине, завершающих надёжную защиту животного. Раковина округлая, слегка уплощена на полюсах, но симметрична в профиль.

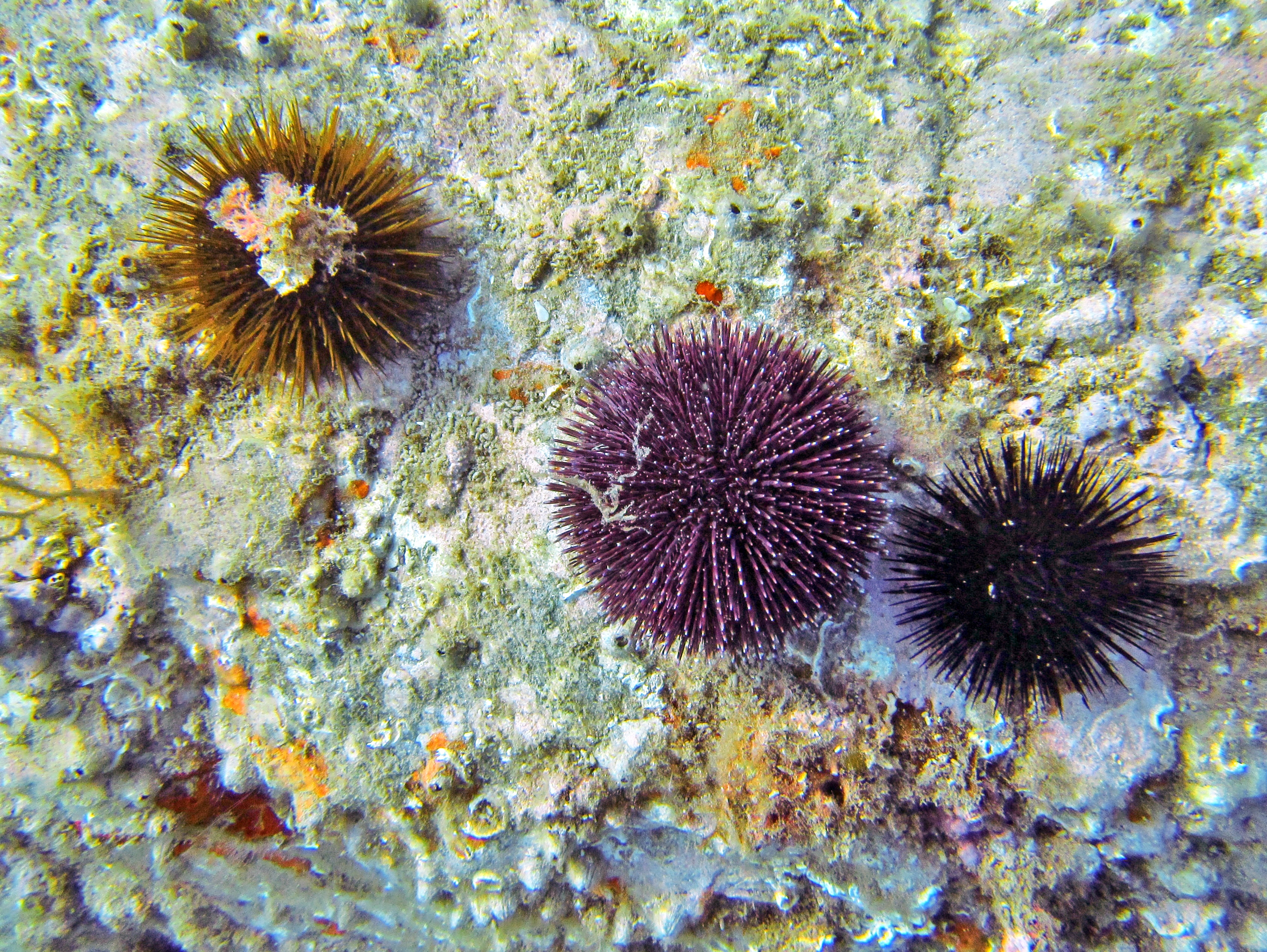
Три основных вида морских ежей Средиземного моря. Слева направо: Paracentrotus lividus («зелёный»), Sphaerechinus granularis («фиолетовый») и Arbacia lixula («чёрный»).

В Средиземном море съедобного «фиолетового морского ежа» можно отличить от его родича, «чёрного морского ежа» (Arbacia lixula), по более светлой окраске (P. lividus никогда не бывает полностью чёрным), симметричности профиля (Arbacia lixula имеет куполообразную форму с плоским основанием, без ротовых радиол), красному перистому, защищённому радиолами, и светлым кольцам, окружающим основание игл (не всегда хорошо заметным в зависимости от окраски особи). Кроме того, Arbacia lixula не способен прятаться, как это часто делает фиолетовый морской еж. Arbacia lixula также немного крупнее и имеет более длинные иглы. Наконец, Arbacia lixula легче найти на участках с чистой водой и сильным течением (скалы, обрывы, сухие участки), в то время как фиолетовый морской еж предпочитает защищённые, более плоские расщелины и каменистые участки.
Другой похожий вид морских ежей Sphaerechinus granularis, с другой стороны, встречается на большей глубине и намного крупнее; его колючки также могут быть фиолетовыми, но почти всегда с белым кончиком, и, что самое главное, они короткие, почти одинаковой длины и не жалят руку.

### Характеристика скелета

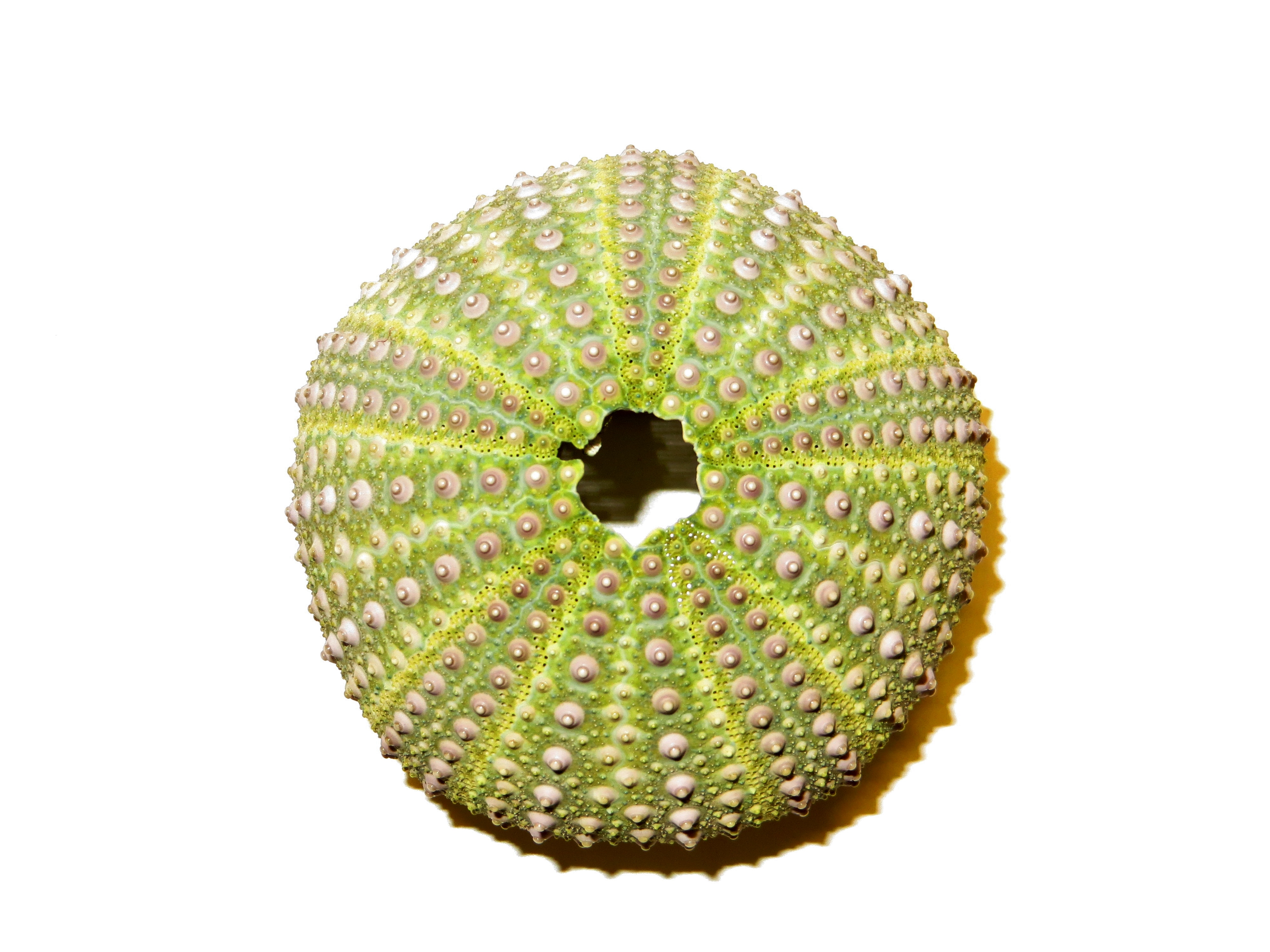
Раковина Paracentrotus lividus

Раковина этого морского ежа круглая, слегка приплюснутая сверху. Обычно она зелёного цвета, но может варьироваться в зависимости от истории особи и, особенно, от качества сохранности раковины.
Апикальный диск дициклический, а сосочки прикрепления игл на раковинке неперфорированные. Амбулакральные области состоят из полипороподобных сложных пластинок (пять дублетов пор, расположенных дугой). Все пластинки несут первичный бугорок, окружённый вторичными бугорками на интерамбулакральных пластинках.
Эта раковинка легко отличается от раковинки чёрного морского ежа, у которого розоватый купол с ярко выраженными фиолетовыми амбулакрами. Раковина Sphaerechinus granularis, как правило, крупнее, более шаровидная, серовато-розового цвета и имеет ярко выраженные выемки на перистоме (ротовом отверстии).

## Распространение и местообитание
Этот вид встречается преимущественно в Средиземном море, а также в меньшей степени в восточной части Атлантического океана и вплоть до пролива Ла-Манш на юге, от Марокко до Ирландии.
Встречается преимущественно на каменистом дне, а также в различных типах среды, но редко на песке. Обитает на глубине от поверхности до 30 м, иногда до 80 м. Этот морской ёж часто прячется днём в расщелинах, под камнями или зарывшись в донный мусор. В мягких породах он проводит день, укрывшись в вырытых им углублениях.

## Биология

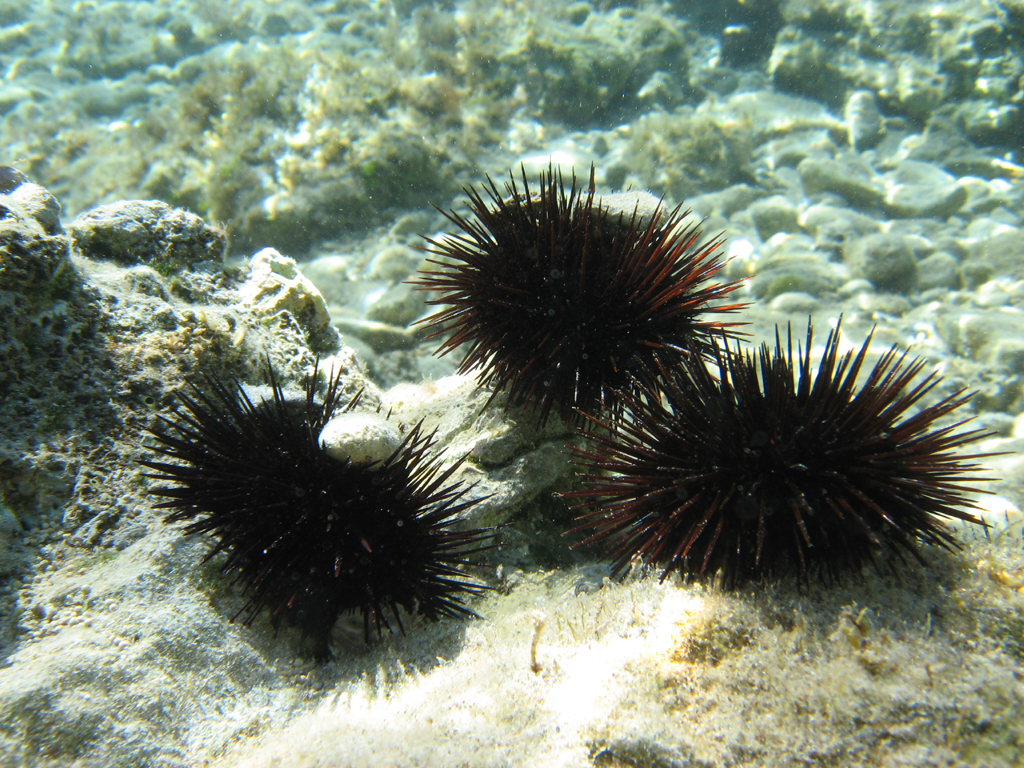
Paracentrotus lividus у берегов Греции

Paracentrotus lividus — довольно распространённый морской ёж. В основном питается водорослями, но всеяден и иногда питается падалью. Он питается преимущественно бурыми водорослями (в частности, Cystoseira amentacea или Dictyota dichotoma), но охотно поедает посидонию, а также может грызть губки или помогать перерабатывать трупы животных, лежащие на морском дне, а также кораллиновыми водорослями (в частности, Corallina elongata, которая, по-видимому, является пищей, позволяющей ему расти быстрее всего). Он питается, поедая пищу, находящуюся под ним, челюстями, оснащёнными очень прочными зубами (так называемым «фонарем Аристотеля»).
В районах, где этот вид не подвергается чрезмерному вылову и где его хищники редки из-за деятельности человека, его популяция может перенаселиться, что приводит к чрезмерному поеданию водорослей и изменению экосистемы, например, к развитию корковых водорослей в ущерб более сложным водорослям и подводным лугам.
У этого морского ежа мало врагов во взрослом состоянии, но его поедают обыкновенный лангуст (Palinurus vulgaris) и морские звезды Marthasterias glacialis. Морские лещи (рода Diplodus) также любят его, но нападают только на повреждённые особи.
Как и его тропические сородичи, Echinometra mathaei, этот морской ёж способен зарываться в камни своими иглами, создавая пещеру, в которую потенциальному хищнику будет сложнее добраться. На морском дне он также использует свои лапки и педицеллярии, чтобы укрыться в мусоре (водорослях, ракушках, камнях) для маскировки.
Этот морской еж иногда становится хозяином паразитов, таких как веслоногие рачки Asterocheres minutus, Asterocheres echinicola, Senariellus liber, паразитические моллюски Vitreolina philippi и личинки трематоды Zoogonus rubellus.

## Взаимодействия с человеком

### Потребление
Высоко ценимые за свои вкусовые качества, репродуктивные органы этого морского ежа (называемого «коралловыми» из-за цвета) съедобны и употреблялись в пищу людьми в виде «вяленого мяса» с доисторических времён, о чём свидетельствуют найденные в значительной части Средиземноморского бассейна осколки раковин. Его редко экспортируют, поскольку этот продукт плохо переносит хранение и транспортировку по сравнению со своими атлантическими собратьями..
Из-за чрезмерного вылова в настоящее время на некоторых участках французского побережья он практически полностью вытеснен «чёрным морским ежом» Arbacia lixula, который менее интересен с кулинарной точки зрения. Во Франции этот вид находится под защитой Закона о морском рыболовстве 1852 года и Декрета № 99-1163 от 21 декабря 1999 года, вносящего изменения в Декрет № 90-618 от 11 июля 1990 года, касающийся любительского морского рыболовства. Эти правила регламентируют «лица и профессиональные суда, имеющие разрешение на ловлю рыбы и рыболовный список; минимальный размер улова морских ежей (установленный на уровне 5 сантиметров, без шипов); сроки и районы лова». Эта защита подкрепляется постановлениями муниципалитетов и префектур.

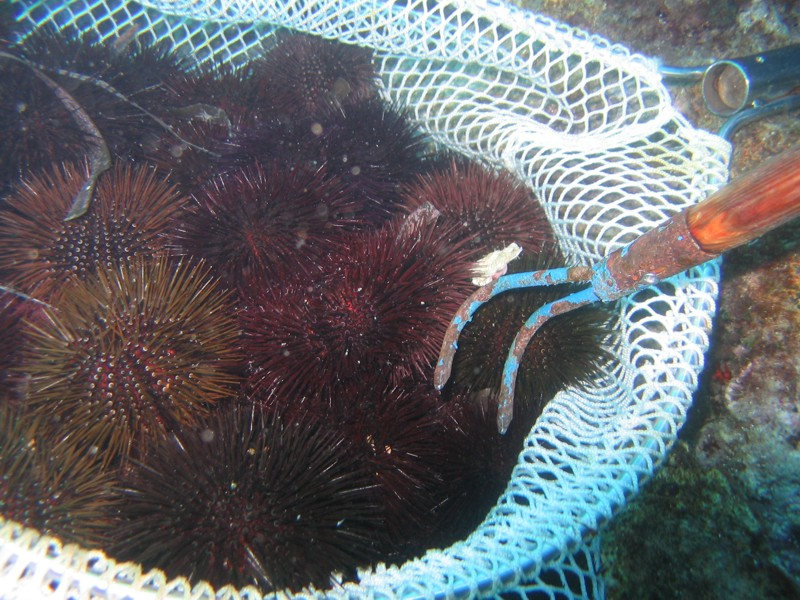
Морская рыбалка Paracentrotus lividus.
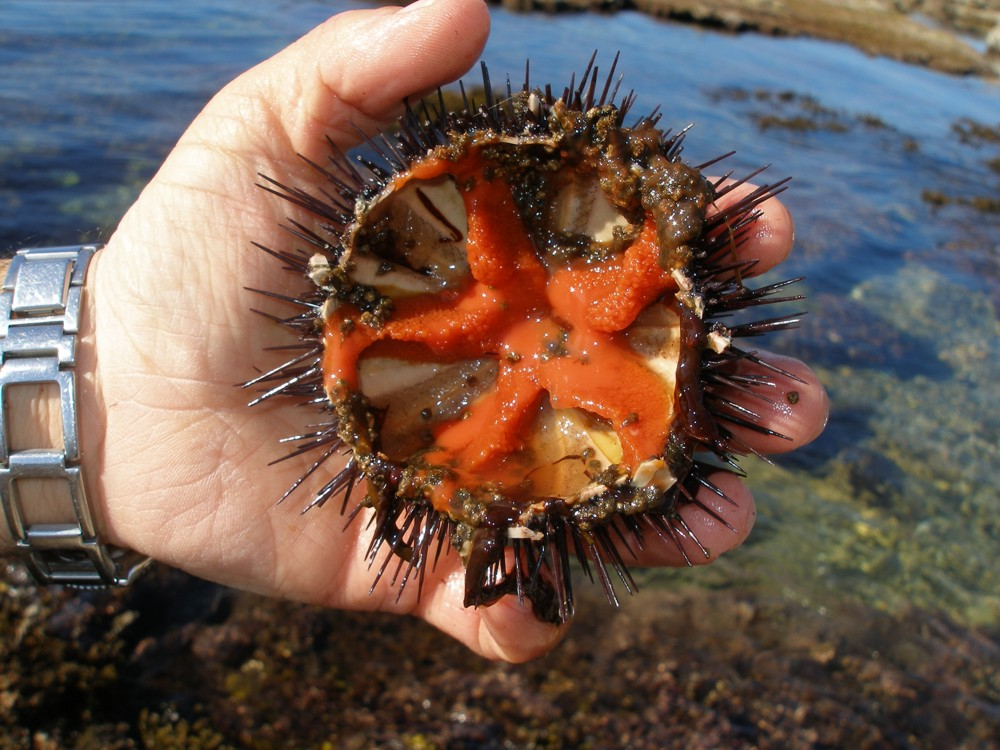
Гонады P. lividus, подготовленные к потреблению (Сардиния).

### Обращение
Как и большинство морских ежей, «зелёный морской ёж» может причинить сильную боль, если пловец случайно на него наступит: его иглы, как правило, обламываются в ране, и удалить их полностью практически невозможно. К счастью, он не ядовит и не представляет опасности при правильной дезинфекции раны: дерма растворяет частички извести в течение нескольких недель. Кроме того, морского ежа вполне можно держать в руке, поскольку его вес не создаёт достаточного давления, чтобы вдавить иглы в кожу.

### В науке
Этот морской ёж, благодаря своей распространенности на небольшой глубине, своей важности в экосистемах Средиземноморья и своему коммерческому интересу, является модельным организмом в биологии, морской биологии и экологии, используемым в многочисленных научных исследованиях, в частности, в исследованиях химии вод Средиземного моря.

### В культуре

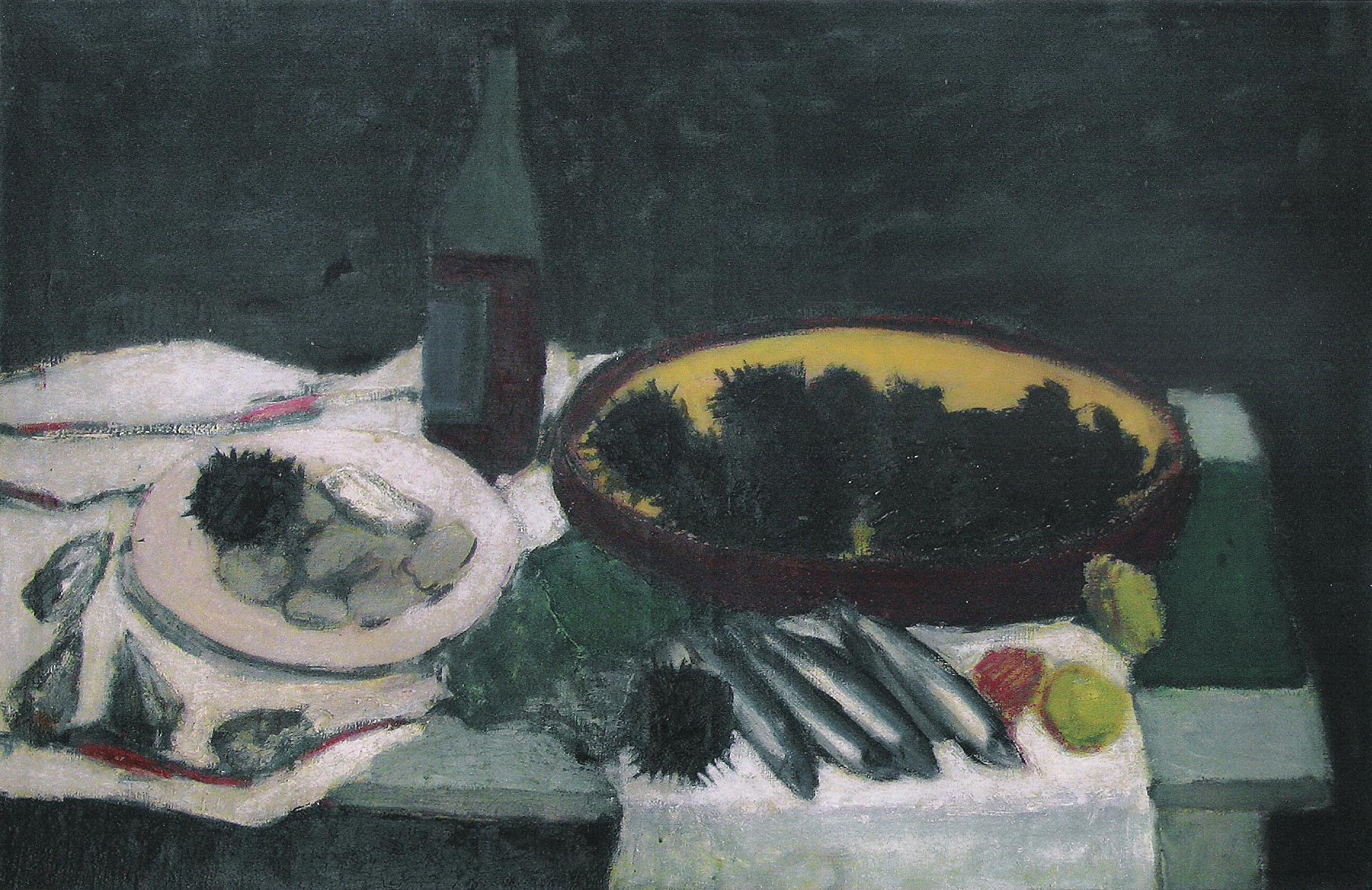
Натюрморт с морскими ежами, Танассис Стефопулос (1956).

Художник Сальвадор Дали увековечил средиземноморских морских ежей в нескольких своих картинах.
Виктор Гюго приводит несколько описаний пурпурного морского ежа (и его привычки рыть ниши) в своём романе 1866 года «Труженики моря»:

«В уступах, мало обдаваемых пеной, виднелись норки, высверленные морским ежом. Этот еж-раковина, который, как живой шар, катится на своих остриях и которого броня состоит с лишком из десяти тысяч игл, искусно подобранных и укрепленных, морской еж, которого рот неизвестно почему называется фонарем Аристотеля; он прорывает гранит своими пятью зубами и поселяется в высверленном отверстии. В этих-то норках и находят его охотники. Они режут его на четыре части и едят сырым, как устрицу. Иные макают хлеб в его мягкое мясо. Отсюда он имеет еще одно название — морское яйцо.».